# Istvántelek
Istvántelek Budapest egyik városrésze a IV. kerület délkeleti sarkában. A terület 1949. december 31-ig Rákospalota városrésze volt, Nagy-Budapest 1950-es kialakításakor csatolták a IV. kerülethez.

## Fekvése
Határai: északon az Árpád út középvonalán a víztoronytól indulva a rákospalotai Fő út irányába – keleten a Budapest-Vác vasútvonal – délen a Madridi utca egyenes irányú elméleti folytatása a Rákospalotai Körvasút sor felé – nyugaton a Bécsi utca, és annak képzeletbeli folytatása (a Tó, Tél, Ősz, Nyár utcák töréspontjainak érintésével) egészen fel az Árpád út középvonaláig.

## Története
Központi mintagazdaság és gazdaképző intézet alapítását Pest mellett, már az 1830-as évek második felében szorgalmazta a Magyar Gazdasági Egyesület, melynek vezetői közül gróf Széchenyi István elsőként ajánlott fel erre a célra is támogatást. A gazdasági megújhodást érintő javaslatokból az 1843/1844. évi országgyűlésen nem született törvény; e kérdések tárgyalását későbbre halasztották. Négy év múlva viszont egészen más, fontosabb kérdések foglalkoztatták a képviselőket. Kisvártatva kitört a szabadságharc... S a következmény, a császári megtorlás és önkényuralom, közel tíz évig korlátozta az egyesület nemzetgazdasági törekvéseit. Enyhülés 1857 őszén következett be.
A terület névadója gróf Károlyi István volt, aki mint egyesületi elnök – Korizmics László alelnök javaslatára – a fóti uradalmához tartozó rákospalotai birtokából 1858. május 5-én, 150 magyar hold [64,8 hektár] területet ajánlott fel a Gazdasági Egyesület használatára.
A helyszíni bejárás és átadás 1861. május 25-én volt, mely után mezőgazdasági kísérletezést és gyümölcsfanevelést folytatott itt az Egyesület. Az okszerű fejlesztésekhez állami támogatásokat kapott és adományokat gyűjtött. A gróf 1873. február 27-én állította ki a telek adománylevelét.
A telek középső részén 1875-re felépült a gazdasági major, és megnyílt az Istvántelki Földmíves- és kertész-iskola 13-14 éves árva, rászoruló fiúk számára.
Istvántelek – mint agrárjótékonysági intézmény, tangazdaság és egyesületi mintagazdaság – létrehozását Korizmics alelnök végezte. Ezzel, mintegy harminc évvel korábbi célkitűzése valósult meg az egyesületnek, melyet politikai okok (forradalom, önkényuralom) hátráltattak.
A telek északi részén, Ybl Miklós tervei alapján épült fel 1882 és 1888 között a Budapesti Első Gyermekmenhely Egylet fiókintézete, ami 1903-ban a Clarisseum nevet vette fel. Ma: Árpád út 199.
A 20. század elején a Magyar Államvasutak kisajátította a terület déli részének mintegy 60%-át, amelyen létrejött az Istvántelki Főműhely (1950 és 1990 között Landler Jenő Járműjavító Üzem).
A fennmaradó területet 1904-ben gróf Károlyi Sándor felparcelláztatta, s az egykori majorsági épületekből Stephaneum elnevezéssel idősotthont   alakíttatott ki. A benne lévő kápolna titulusa, a fóti temploméval egyezően: Szeplőtelen fogantatás lett.  Ma: Istvántelki út 19.

## Jelene
Amikor 1950-ben létrehozták Nagy-Budapestet, Istvántelek Rákospalota részeként olvadt be a fővárosba. Míg azonban Rákospalota többi részét Pestújhellyel vonták össze az új XV. kerületet kialakítva, addig Istvántelek az Újpestből létrehozott IV. kerület része lett.